# Марк Клавдий Марцел Езернин (военен)
Вижте пояснителната страница за други личности с името Марк Клавдий Марцел.
Марк Клавдий Марцел Езернин (на латински: Marcus Claudius Marcellus Aeserninus) е римски политик и военен.

## Биография
Произлиза от клон Марцел на фамилията Клавдии. Син е на Марк Клавдий Марцел (претор 73 пр.н.е.).
Вероятно през 90 пр.н.е. служи като conqueror във войската при баща си. Отличава се в битката при Езерния и получава името Езернин.
През 70 пр.н.е. трябва да даде показания в полза на Гай Вер, но ненаправил това.

## Деца
- Марк Клавдий Марцел Езернин (консул 22 пр.н.е.).